# 小林秀彦
小林 秀彦（こばやし ひでひこ、1953年 - ）は、日本の工学者。埼玉大学工学部教授。
専門分野は無機材料物性、無機材料設計。セラミック微粉末の低温合成とその高機能化、及び高機能性セラミックス材料の設計を研究。また、工業電解用セラミックス電極の開発を行っている。

## 略歴
- 1977年　埼玉大学理工学部卒業
- 1979年　埼玉大学大学院工学研究科修士課程修了
- 1979年　埼玉大学工学部助手
- 1993年　博士（工学）（埼玉大学）
- 1994年　埼玉大学工学部助教授
- 1999年　埼玉大学工学部教授

## 論文
- 「建築用塗料の水系化に伴う廃水処理の調査・研究（その３）凝集剤の性能評価」,日本建築仕上学会　大会学術講演会研究発表論文集 2013(0), 54, 2013
- 「温故知新 —電解科学技術委員会の活動を振り返って」,Electrochemistry 81(11), 889-889, 2013
- 「有機化合物を用いた炭化ホウ素粉末の低温合成の現状と今後の動向」,Journal of the Society of Inorganic Materials, Japan: セッコウ・石灰・セメント・地球環境の科学 19(357), 117-125, 2012
- 「低熱膨張立方晶リューサイト化合物の開発」,セラミックス 46(11), 916-921, 2011
- 「ソフト化学プロセスを用いた炭化ほう素粉末の合成」,耐火物  Refractories 63(8), 372-384, 2011
- 「構造・形態制御による機能性無機材料の合成」,CACS FORUM (1), 10-18, 2010
- 「各種微粉末の合成とその形態評価」,埼玉大学地域オープンイノベーションセンター紀要 (1), 37-40, 2008
- 「蒸発法による合金ナノ粒子の作製法の開発」,埼玉大学地域オープンイノベーションセンター紀要 (1), 33-36, 2008
- 「低熱膨張Ca置換リューサイト多孔体の細孔構造に及ぼすボールミル効果」,日本セラミックス協会学術論文誌: Nippon Seramikkusu Kyokai gakujutsu ronbunshi 114(1336), 1115-1120, 2006
- 「微構造制御によるBi-Te系熱電変換材料の高性能化」,資源と素材: 資源・素材学会誌: journal of the Mining and Materials Processing Institute of Japan 122(4), 283-286, 2006
- 「超低熱膨張性と排ガス浄化能を有する複合機能性ゼオライト多孔体の創製」,埼玉大学紀要. 工学部 第1編 第1部 論文集 38, 128-131, 2005
- 「ケイ酸塩の結晶構造可視化ソフトウェアの開発」,埼玉大学紀要. 工学部 第1編 第1部 論文集 38, 27-34, 2005
- 「高強度なコーディエライト/ジルコン複合焼結体の作製」,埼玉大学地域共同研究センター紀要 (6), 75-78, 2005
- "Synthesis of cubic cs-deficient pollucite and its low thermal expansion property" , （共著）, J. Ceram. Soc. ,Japan,112/5,s1358-1364, 2004
- "Positive temperature coeffiecent of magnetization characteristic for composite plastic-bonded magnet composed of Nd2Fe14B and SrO・6Fe203" , （共著）, J.Ceram.Soc.,Japan,112/2,65-69, 2004
- "Low-Terminal-Expansion properties of Sodium- and Lithium-substituted cubic Cecium leucite compounds" , （共著）, J.Am.Ceram.Soc.,86/8,1360-1364, 2003
- "Sintering of pollucite using Amorphous powder and its low thermal expansion property" , J. Ceram. Soc. Japan, 111/8,533-536, 2003
- "Preparation and properties of novel Ti/(Pt+B2O3)-coated electrodes" , （共著）, Electrochemistry, 70/11,850-854, 2002
- 「窒化鉄粉末の合成およびそれらの熱分解過程における常磁性―強磁性相変化」（共著）、粉体及び粉末冶金、49/2,146-150, 2002年
- "Thermal expansion property of synthetic cubic leucite-type compounds" , （共著）, J. Ceram. Soc. Japan,108/,26-31, 2000
- "Synthesis of cubic Cs2FeSi2O12 powder in ar atmosphere and its thermal expansion prpperty" , （共著）, J. Ceram. Soc. Japan,108/7,678-681, 2000
- "Thermal property and transition of the synthesized new cubic leucite-type compounds" , （共著）, J. Therm. Anal. Calorim., 57/,695-705, 1999
- "Effect of annealing conditions on the lifetime of Ta2O5-Pt coated Titanium electrodes2" , （共著）, DENKI KAGAKU , 65/12,1113-1115, 1997
- 「共沈粉末からの磁性金属/フェライト複合粉末の調製」,日本応用磁気学会学術講演概要集, 20, 351, 1996
- 「白金錯体の部分熱分解と電解還元を用いた高分散性の白金担持カーボン基体電極の作製」,電気化学および工業物理化学 : denki kagaku 63(2), 122-127, 1995
- 「活性金属を用いたセラミック微粉末の合成」,CACS FORUM 13, 4-15, 1993
- 「Zn還元テルミット法を用いた亜鉛鉄フェライトの粉末合成」,日本セラミックス協会学術論文誌: Nippon Seramikkusu Kyokai gakujutsu ronbunshi 101(1175), 779-782, 1993
- 「Mg還元テルミット法によるHfCの微粉末合成と生成過程」,日本セラミックス協会学術論文誌: Nippon Seramikkusu Kyokai gakujutsu ronbunshi 101(1171), 342-346, 1993
- 「Mg還元テルミット法によるZrO₂-CH₄系からの水素化ジルコニウム粉末の合成」,電気化学および工業物理化学 61(2), p257-259, 1993
- 「Mg還元テルミット法によるHfN微粉末の合成」,日本セラミックス協会学術論文誌: Nippon Seramikkusu Kyokai gakujutsu ronbunshi 100(1167), 1338-1342, 1992
- 「ハロゲン化物法による炭化チタンのサ-メット特性」,電気化学および工業物理化学 60(8), p736-740, 1992
- 「ゾル-ゲル法によるポル-サイト粉末の合成と熱膨張挙動」,日本セラミックス協会学術論文誌: Nippon Seramikkusu Kyokai gakujutsu ronbunshi 99(1152), 686-691, 1991
- 「テルミット法で合成したZrN微粉体の電気泳動電着回収」,表面技術 42(7), 746-750, 1991
- 「ムライト/β-スポジューメン系複合体の作製と熱膨張特性」,日本セラミックス協会学術論文誌: Nippon Seramikkusu Kyokai gakujutsu ronbunshi 98(1141), 1023-1028, 1990
- 「高純度ジルコン焼結体の機械的特性」,日本セラミックス協会学術論文誌: Nippon Seramikkusu Kyokai gakujutsu ronbunshi 98(1141), 1017-1022, 1990
- 「窒化ジルコニウム焼結体の作製と電極材料への応用」,日本セラミックス協会学術論文誌: Nippon Seramikkusu Kyokai gakujutsu ronbunshi 97(1130), 1189-1194, 1989
- 「塩化ナトリウム水溶液中で生成する銀の不働態被膜」,電気化学および工業物理化学 49(2), p84-90, 1981
- 「塩化ナトリウム水溶液中で生成する鉛および鉛 -銀合金の不働態皮膜」,防食技術 29(2), p70-77, 1980
- 「硫酸ナトリウム水溶液中における銀電極の陽極挙動」,防食技術 27(1), p9-13, 1978
- 「硫酸ナトリウム水溶液中で生成する銀の不動態皮膜」,埼玉大学紀要 工学部 (11), p45-51, 1977
- 「硫酸ナトリウム水溶液中における鉛 -銀合金電極の不動態被膜」,電気化学および工業物理化学 45(12), P739-743, 1977
- 「"カシミロン"の展開の経過と背景」,化学工学 36(12), 1294-1302, 1972